# Івано-Франківська обласна універсальна наукова бібліотека імені І. Франка
Івано-Франківська обласна універсальна наукова бібліотека ім. І. Франка — головний заклад у сфері бібліотечно-інформаційного обслуговування населення Івано-Франківської області, методичний та координаційний обласний центр бібліотек різних систем і відомств, обласне сховище творів друку.

## Історія
Бібліотека заснована 8 травня 1940 року як «Станіславська державна обласна бібліотека». Вона розташувалася у трьох малих кімнатах, також тут діяв дитячий відділ. Першим директором закладу був Василь Михайлович Пашницький (1903–1941).
Пізніше обласній бібліотеці надали нове приміщення на вул. Пушкіна, 1. На той час книжковий фонд становив понад 240 000 примірників книг. Але під час окупації міста у Другу світову війну бібліотеку закрили, а в будинку розташувалися німецькі та мадярські офіцери. Книги зберігали в сирому підвалі; більшість книг, — понад 200 000 знищили.
З поверненням радянської влади в 1944 році бібліотека відновила свою діяльність. Невелику частину книг вдалося відновити колективом бібліотеки. Фонд поповнювався надходженнями з Києва, Держфонду Москви, Харківської державної наукової бібліотеки ім. Короленка.
У 1956 році з нагоди 100-річчя від дня народження Івана Франка бібліотеці було присвоєно ім'я Великого Каменяра.
Книжковий фонд бібліотеки нараховував 175 000 примірників, кількість читачів — більше 10 000. Бібліотеці було виділено додатково декілька залів в іншому приміщенні (вул. Пушкіна, 4), де розмістились відділи: літератури іноземними мовами, сектор патентів і стандартів.
У 1966 році державна обласна бібліотека ім. І. Франка набула статус наукової. Бібліотека стає установою універсального профілю і центральним обласним сховищем вітчизняних творів друку, рукописів, літератури на іноземних мовах, науково-методичним і координаційним центром з організації роботи для бібліотек всіх відомств та організацій, розташованих на території області.
Через аварійний стан будівлі бібліотеку закрили. Повністю свою діяльність бібліотека відновила вже в новому приміщенні (вул. Василіянок,17) у 1983 році. Приміщення бібліотеки у 1995 році повернули її історичному власнику — монастирю сестер Василіянок.
Роботу відновила бібліотека в 1996 році, у реконструйованому будинку на вул. Чорновола, 22.

## Будівля бібліотеки

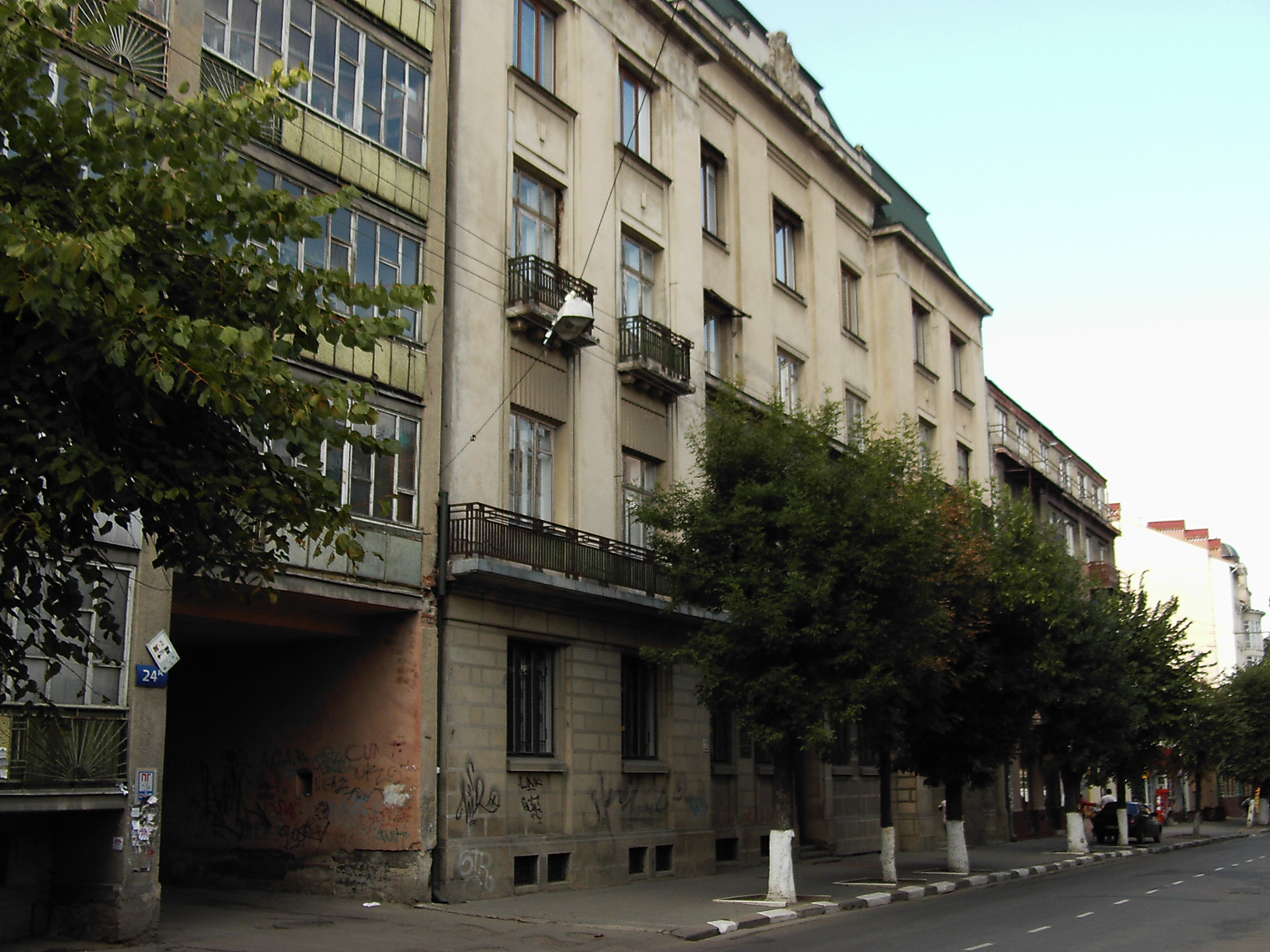
Будівля бібліотеки, пам'ятка архітектури

Будинок споруджений у 1913 р. Спочатку тут розташовувалися: Народний дім, банк «Самопоміч», штаб української громади міста (1918), філія «Просвіти». У 1920–1930 рр. в будинку проживав віце-президент ЗУНР і голова Української радикальної партії адвокат Левко Бачинський. Фасад споруди прикрашає кам'яне зображення лева, що спирається на скелю — герб Галичини. У 2006 р. на стіні будівлі встановлено пам'ятну дошку Станіславові Вінцензу та Іванові Франку.

## Структура
Фонд бібліотеки сьогодні становить близько півмільйона видань, щорічно її послугами користується понад 31 тис. читачів.
У її структурі 18 відділів та секторів, 5 читальних залів.
- Сектор обліку та реєстрації користувачів
- Довідково-бібліографічний відділ
- Відділ економіко- виробничої літератури
- Відділ читального залу
- Відділ літератури з мистецтва
- Відділ абонемента
- Відділ книгозберігання
- Відділ комплектування
- Відділ інформаційних технологій та електронних ресурсів
- МБА
- Відділ літератури іноземними мовами
- Відділ краєзнавчої літератури
- Сектор наукової інформації з питань культури і мистецтва
- Сектор обмінно-резервного фонду
- Відділ проєктної соціокультурної діяльності

Відділи:

### Науково-методичний відділ
Науково-дослідний, методичний та координаційний центр в області, визначає пріоритети бібліотечної методичної політики, її основні напрямки:
1. аналіз і прогнозування бібліотечної ситуації
2. моніторинг інноваційної діяльності
3. пошук нових моделей розвитку бібліотек
4. створення системи безперервної освіти бібліотечних працівників
5. проведення комплексів заходів для сприяння інноваційному розвитку бібліотек області та обласної універсальної наукової бібліотеки ім. І. Франка
6. впровадження новітніх технологій в практику ЦБС

Координує організаційно-методичну діяльність, складає «Координаційний план організаційно-методичної роботи обласних бібліотек».
Здійснює:
1. формування та розробку стратегічних планів діяльності бібліотечної галузі, програм розвитку регіону,
2. статистичний аналіз діяльності бібліотечних установ області,
3. інформаційно-аналітичний огляд діяльності ЦБС за підсумками року,
4. експертно-діагностичний аналіз діяльності ЦБС,
5. підготовку документів на розгляд Колегії управління культури, національностей та релігій ОДА, об'єднаної науково-методичної ради,
6. формування баз даних про мережу бібліотек та основні показники їх діяльності,
7. вивчення та узагальнення актуального бібліотечного досвіду, здійснює методичну допомогу в оволодінні новаціями,
8. координує заходи, спрямовані на підтримку якості бібліотечних послуг у бібліотечних установах області, акумулює та аналізує інформацію з цього напрямку роботи

Проводить: огляди-конкурси діяльності бібліотек регіону; обласні акції, наукові, соціологічні дослідження, анкетування, моніторинги.
Організовує семінари, практикуми, тренінги, стажування для підвищення фахового рівня працівників бібліотек області.
Здійснює навчання фахівців бібліотек в рамках виїздних курсів підвищення кваліфікації бібліотечних працівників області.
Координує та забезпечує надання методичної, практичної та консультативної допомоги бібліотекам регіону з різних напрямків роботи. Бере участь в роботі районних семінарів.
Видає:
1. кращі тематичні збірники сценаріїв у серії «Матеріали на допомогу бібліотекам у проведенні культурно-просвітницьких заходів»,
2. щорічний аналітико-статистичний збірник «Бібліотечна Івано-Франківщина»,
3. методичні поради, які розкривають життєві шляхи відомих письменників України, Івано-Франківщини та форми популяризації їх творчості у серії «Літературна скарбниця України: ювіляри року»,
4. Інформ-реліз «У бібліотеках Івано-Франківщини» з досвіду роботи бібліотек — переможців обласного конкурсу «Краща сільська бібліотека … року»,
5. збірники серії «Бібліостудія» з матеріалами обласних конференцій, семінарів, тренінгів,
6. методико-бібліографічні посібники на допомогу бібліотекам області.

### Відділ наукової обробки документів і організації та ведення каталогів
Здійснює:
1. наукове опрацювання документів, які надходять до бібліотеки
2. організацію системи каталогів:
3. генерального службового
4. алфавітного читацького
5. систематичного
6. картотеки новинок літератури
7. електронного каталогу книг

(з 2004 року в автоматизованій бібліотечній інформатизаційній системі «ІРБІС» поповнюється база даних «Книги»)
З метою якісного пошуку необхідних документів здійснює редагування каталогів, вилучає картки з каталогів на виключені з бібліотечного фонду твори друку.
Працівники відділу надають методичну та практичну допомогу бібліотекам області з питань бібліографічного опису, класифікації видань, організації та ведення карткових і електронних каталогів. Організовує семінари-практикуми, бере участь в роботі районних семінарів бібліотечних працівників.
Надає консультації місцевим видавництвам та окремим авторам щодо присвоєння їхній книжковій продукції бібліотечної класифікації.
ВІДДІЛ ЗАГАЛЬНОГО ЧИТАЛЬНОГО ЗАЛУ
·       проводить роботу із залучення читачів до користування бібліотечним фондом загального читального залу;
·       вивчає інформаційні потреби та диференційовано задовольняє загальноосвітні і фахові інтереси та запити користувачів;
·       здійснює забезпечення абонентів індивідуальною інформацією;
·       формує фонд відділу загального читального залу та визначає його профіль;
·       відстежує ринок інформаційних ресурсів та поповнює фонд масивом документів з різних джерел комплектування;
·       веде картотеку періодичних видань;
·       здійснює оперативний контроль за незадоволеними запитами користувачів, веде картотеку відмовлень;
·       проводить заходи із збереження документного фонду відділу, здійснює його вивчення;
·       організовує презентації, літературні вечори, години пам'яті та історичні години, експозиції творів друку нових видань, тематичні книжкові виставки;
·       видає малі форми рекомендаційної бібліографії: каталоги книжкових виставок, пам'ятки користувачу, інформ-дайджести тощо;
·       поповнює базу даних «Визначні діячі Прикарпаття» та "Іван Франко і Прикарпаття (розділ «Іван Франко: життєвий і творчий шлях»);.
·       проводить соціологічні дослідження з вивчення використання читачами книжкового фонду;
·       інформує краян про нові книги та соціокультурну діяльність на сайті бібліотеки та через ЗМІ;
·       бере участь в обласних та районних семінарах бібліотечних працівників;
·       надає методичну та практичну допомогу бібліотекам області з питань інноваційних форм соціокультурної діяльності та популяризації української та світової літератури;
·       співпрацює з обласною організацією Національної спілки письменників України, молодіжними, громадськими організаціями, підшефними військовими частинами, вищими навчальними закладами міста.
ВІДДІЛ АБОНЕМЕНТА
·       формує та вивчає фонд відділу, враховуючи різнопрофільні запити користувачів;
·       надає у тимчасове користування читачам документально-інформаційні ресурси з усіх галузей знань;
·       при тимчасовій відсутності необхідного видання, контролює, аналізує, здійснює пошук та інформує читачів про наявність запитуваного документу;
·       здійснює популяризацію книжкових фондів шляхом організації книжкових виставок: тематичних, персональних, жанрових, нових творів друку;
·       проводить історичні, народознавчі, літературні години;
·       здійснює індивідуальне інформування спеціалістів з питань права, літературознавства, екології, історії України;
·       проводить соціологічні дослідження та маркетингові розвідки з вивчення запитів читачів на актуальні теми в галузі літератури та історії України;
·       видає інформаційно-бібліографічні матеріали: каталоги книжкових виставок, пам'ятки користувачу;
·       веде роботу над видавничим проєктом "Літературне ін-фоліо «Час читати» — серієй літературно-інформаційних путівників про популярних українських та зарубіжних письменників сучасності;
·       веде базу даних абонемента «Збірники. Аналітичний опис»;
·       поповнює розділ «Міська премія ім. І. Франка в галузі літератури і журналістики» в електронній базі даних «Іван Франко і Прикарпаття»;
·       готує інформацію про кращі книжкові новинки, різноманітні актуальні події, книжкові виставки та масові заходи длярубрики"Скарбниця" обласного радіо, на вебсайті бібліотеки та на сторінках місцевих періодичних видань;
·       надає методичну, практичну та консультаційну допомогу працівникам бібліотек області з питань впровадження інновацій в роботі з читачами, сучасних тенденцій обслуговування користувача
·       бере участь в роботі обласних і районних семінарів, обласних курсів підвищення кваліфікації бібліотечних працівників.
ВІДДІЛ КРАЄЗНАВЧОЇ ЛІТЕРАТУРИ
Здійснює збір, опрацювання, збереження та надання у користування краєзнавчих документно-інформаційних ресурсів з різних аспектів життєдіяльності регіону, центр бібліотечного краєзнавства області;
поповнює та зберігає авторський книжковий фонд відомих людей Прикарпаття (В. Грабовецького), фонд довідкових і бібліографічних посібників;
веде зведений систематичний краєзнавчий каталог та алфавітний каталог краєзнавчих видань;
наповнює і веде електронні БД: «Краєзнавство», «Івано-Франківщина: минуле і сьогодення», «Пам'ятки історії та культури Івано-Франківщини», «Гуцульщина», «Іван Франко і Прикарпаття»;
здійснюєзабезпечення абонентів індивідуальною інформацією;
готує і видає різноманітні тематичні та персональні бібліографічні покажчики, пам'ятки користувачу, каталоги книжкових виставок;
організовує творчі зустрічі з науковцями, письменниками, краєзнавцями, відомими людьми краю, проводить презентації нових творів друку краєзнавчого спрямування, круглі столи, історико-краєзнавчі лабораторії, поетичні флеш-моби, конкурси;
представляє тематичні книжкові виставки;
створює мультимедійні презентації та відеоролики;
бере участь у реалізації трьох бібліотечних проєктів: «Назустріч улюбленому письменнику», «Без сім'ї та свого роду немає нації, народу», «На творчій хвилі Прикарпаття»;
співпрацює з обласними організаціями Національних спілок краєзнавців, письменників та журналістів, обласним осередком НТШ, товариством «Просвіта», громадськими організаціями, культурно-мистецькими установами, вищими навчальними закладами міста;
готує краєзнавчу інформацію та представляє її в рубриці бібліотеки «Скарбниця» на обласному радіо;
надає методичну та практичну допомогу бібліотекам регіону з питань краєзнавства, бере участь в обласних курсах підвищення кваліфікації працівників публічних та шкільних бібліотек області;
бере участь у всеукраїнських, регіональних та обласних краєзнавчих конференціях.
ВІДДІЛ ЕКОНОМІКО-ВИРОБНИЧОЇ ЛІТЕРАТУРИ
·       формує та зберігає галузеві фонди книг та періодичних видань, вивчає його якісний та кількісний склад;
·       задовольняє читацькі запити на документи економіко-виробничого та сільськогосподарського спрямування;
·       проводить дні інформації, економічні години, бібліографічні огляди;
·       організовуєтворчі зустрічі в рамках Інтелектуального клубу творчих особистостей «Галицькі кмітливці», співпрацює з клубом «Виноградарі Прикарпаття»;
·       організовує тематичні книжкові виставки та виставки за сторінками періодичних видань;
·       бере участь у соціологічних дослідженнях, маркетингових розвідках інформаційних потреб користувачів;
·       здійснює індивідуальне та колективне інформування користувачів про нові надходження їх запитів;
видає щоквартальні бюлетені: «Економіка: проблеми і перспективи розвитку», «Організація та економіка сільського господарства»; бібліографічні покажчики: «Науково-технологічний розвиток України», «Соціальна політика і соціальний захист», «Туризм в Україні та світі», інформаційний матеріал до каталогу «Інтелектуальний продукт вчених і винахідників Прикарпаття».
ВІДДІЛ ЛІТЕРАТУРИ ІНОЗЕМНИМИ МОВАМИ
·       формує, опрацьовує та зберігає документно-інформаційний ресурс іноземними мовами;
·       веде алфавітний, систематичний каталоги літератури іноземними мовами;
·       здійснює інформаційне забезпечення користувачів у різних режимах;
·       наповнює бази даних «Іноземна книга», «Іноземна періодика»;
·       здійснює обслуговування читачів в читальному залі та абонементі;
·       готує і видає бібліографічно-інформаційні та аналітичні матеріали;
·       співпрацює з вищими та професійними навчальними закладами та школами, здійснює інформаційну підтримку діяльності викладачів та вчителів іноземних мов міста та області;
·       сприяє організації та проведенню літніх мовних таборів;
·       проводить соціокультурну діяльність, організовує та підтримує діяльність розмовних клубів польської, французької, італійської мови, клуб німецької мови для початківців;
·       налагоджує та підтримує співпрацю з громадськими організаціями та товариствами національних спільнот, організовує спільні культурно-просвітницькі заходи;
сприяє популяризації діяльності обласної книгозбірні, її послуг та інформаційних продуктів у соціальних мережах.

## Діяльність

### Видавнича діяльність
Починаючи із 1965 р. щорічно готується «Календар знаменних і пам'ятних дат Івано-Франківської області» та покажчик «Івано-Франківщина: історія і сьогодення».
Інші популярні бібліографічні покажчики: «Друковане слово Прикарпаття: каталог книжкових видань, підготовлених авторами Івано-Франківщини (у 1990–2015 рр.)», «Легіон Українських Січових Стрільців: за волю й славу України» (2019), «УГКЦ. Історія. Відродження. Ісповідники віри» (2019), «Лауреати літературних премій Національної спілки письменників України (2014—2018 рр.)», «Перевал» (1991—2015): систематичний покажчик змісту", «Галицько-Волинська держава: історія, постаті, культура» (2009), «Етнографічні регіони Прикарпаття: матеріальна і духовна культура» (2009), «Широкий світ малої батьківщини: історія населених пунктів Івано-Франківщини» (2018), «Іван Франко і Прикарпаття» (2006) та багато ін.
Бібліотека має власні рубрики на обласному радіо («Скарбниця»).